# Afriški pokal narodov
Afriški pokal narodov, uradno CAN (francosko Coupe d'Afrique des Nations) je glavni mednarodni nogometni turnir v Afriki. Prireja ga Afriška nogometna konfederacija (CAF). Prvič so turnir izpeljali leta 1957 v Sudanu. Od leta 1968 se odvija vsaki dve leti. Zmagovalci Afriškega pokala narodov se uvrstijo na Pokal konfederacij, na katerem sodelujejo prvaki vseh celin in svetovni prvaki. 
Leta 1957 so na prvenstvu sodelovale le tri reprezentance: Egipt, Sudan in Etiopija. Južna Afrika bi prav tako morala sodelovati, a so jo diskvalificirali zaradi politike apartheida, ki jo je izvajala tedanja vlada. Od takrat se je turnir zelo povečal, zaradi česar je bilo treba prirediti  kvalifikacije. Število udeležencev je leta 1998 naraslo na 16 (toliko bi jih moralo biti tudi leta 1996, a je Nigerija izstopila) in od takrat je format tekmovanja ostal nespremenjen, torej da se na glavni turnir uvrsti 16 udeležencev, ki jih večinoma določi predhodni kvalifikacijski turnir, 4 skupine s po štirimi reprezentancami sestavljajo ekipe na zaključnem turnirju od teh najboljši dve reprezentanci iz vsake skupine napredujeta v končnico. 
Najuspešnejša reprezentanca na Afriškem pokalu narodov je Egipt, ki je turnir osvojil 7-krat poleg teh naslovov so tudi rekorderji kot gostitelji zaključnih turnirjev in sicer kar 4-krat v letih 1959, 1974, 1986 in nazadnje 2006. Tudi Gana je bila štirikrat prirediteljica. Egipčani ali kakor jim pravijo Faraoni so tudi rekorderji kar se tiče udeležbe na prvenstvih. Doslej so sodelovali že 22-ič, odigrali so 90 tekem od tega 51 zmag, 15 remijev in 24 porazov, dosegli so 153 golov, dobili pa 84. Gana in Kamerun imata po štiri naslove. V zgodovini turnirja so podeljevali tri različne pokale. Trenutni pokal so prvič podelili leta 2002.
Na doslej odigranih 29. prvenstvih Afrike je bilo 14 zmagovalcev. Trije trenerji s področja nekdanje skupne države SFRJ se lahko pohvalijo z naslovom Afriškega prvaka. Prvi med njimi Slavko Milošević (1908–1990) je domačine Etiopijce popeljal tudi do naslova leta 1962, ko je po podaljških premagal Egipt. Drugi trener je leta 1974 v Egiptu DR Kongo vodil Blagoje Vidinić (1934–2006) in jih na prvenstvu okronal še drugič po letu 1968, ko jih je vodil Madžar Ferenc Csanad. Tretji trener pa je bil Rade Ognanović, ki je leta 1984 v Slonokoščeni Obali prinesel Kameruncem prvi naslov kontinentalnega prvaka Afrike. Največ golov na dosedanjih prvenstvih je dosegel Samuel Eto'o (Kamerun), in sicer 18 zadetkov. V 60. in 70. letih dvajsetega stoletja so kot selektorji Afriških reprezentanc delovali predvsem strokovnjaki iz vzhodne Evrope.
Od leta 2013 turnir poteka v lihih letih, da ne bi bil v nasprotju s svetovnim prvenstvom.

## Prvenstva in zmagovalci
| Leto | Gostitelj                     | Finale             | Finale                            | Finale             | Za tretje mesto    | Za tretje mesto                   | Za tretje mesto                   |
| Leto | Gostitelj                     | Zmagovalec         | Rezultat                          | Drugi              | Tretji             | Rezultat                          | Četrti                            |
| ---- | ----------------------------- | ------------------ | --------------------------------- | ------------------ | ------------------ | --------------------------------- | --------------------------------- |
| 1957 | Sudan                         | Egipt              | 4 - 0                             | Etiopija           | Sudan              | Južna Afrika diskvalificirana)(1) | Južna Afrika diskvalificirana)(1) |
| 1959 | Egipt                         | Egipt              | 2 - 1(2)                          | Sudan              | Etiopija           | (samo tri sodelujoče države)      | (samo tri sodelujoče države)      |
| 1962 | Etiopija                      | Etiopija           | 4 - 2 aet                         | Egipt              | Tunizija           | 3 - 0                             | Uganda                            |
| 1963 | Gana                          | Gana               | 3 - 0                             | Sudan              | Egipt              | 3 - 0                             | Etiopija                          |
| 1965 | Tunizija                      | Gana               | 3 - 2 aet                         | Tunizija           | Slonokoščena obala | 1 - 0                             | Senegal                           |
| 1968 | Etiopija                      | DR Kongo           | 1 - 0                             | Gana               | Slonokoščena obala | 1 - 0                             | Etiopija                          |
| 1970 | Sudan                         | Sudan              | 3 - 2                             | Gana               | Egipt              | 3 - 1                             | Slonokoščena obala                |
| 1972 | Kamerun                       | Kongo              | 3 - 2                             | Mali               | Kamerun            | 5 - 2                             | Zair                              |
| 1974 | Egipt                         | Zair               | 2 - 2 aet 2 - 0 povratna tekma    | Zambija            | Egipt              | 4 - 0                             | Kongo                             |
| 1976 | Etiopija                      | Maroko             | 1 - 1(3)                          | Gvineja            | Nigerija           | 3 - 2(3)                          | Egipt                             |
| 1978 | Gana                          | Gana               | 2 - 0                             | Uganda             | Nigerija           | 2 - 0(4)                          | Tunizija                          |
| 1980 | Nigerija                      | Nigerija           | 3 - 0                             | Alžirija           | Maroko             | 2 - 0                             | Egipt                             |
| 1982 | Libija                        | Gana               | 1 - 1 aet (7 - 6) ps              | Libija             | Zambija            | 2 - 0                             | Alžirija                          |
| 1984 | Slonokoščena obala            | Kamerun            | 3 - 1                             | Nigerija           | Alžirija           | 3 - 1                             | Egipt                             |
| 1986 | Egipt                         | Egipt              | 0 - 0 aet (5 - 4) ps              | Kamerun            | Slonokoščena obala | 3 - 2                             | Maroko                            |
| 1988 | Maroko                        | Kamerun            | 1 - 0                             | Nigerija           | Alžirija           | 1 - 1 aet (4 - 3) ps              | Maroko                            |
| 1990 | Alžirija                      | Alžirija           | 1 - 0                             | Nigerija           | Zambija            | 1 - 0                             | Senegal                           |
| 1992 | Senegal                       | Slonokoščena obala | 0 - 0 aet (11 - 10) ps            | Gana               | Nigerija           | 2 - 1                             | Kamerun                           |
| 1994 | Tunizija                      | Nigerija           | 2 - 1                             | Zambija            | Slonokoščena obala | 3 - 1                             | Mali                              |
| 1996 | Republika Južna Afrika        | Južna Afrika       | 2 - 0                             | Tunizija           | Zambija            | 1 - 0                             | Gana                              |
| 1998 | Burkina Faso                  | Egipt              | 2 - 0                             | Južna Afrika       | DR Kongo           | 4 - 4(5) (4 - 1) ps               | Burkina Faso                      |
| 2000 | Gana & · Nigerija             | Kamerun            | 2 - 2 aet (4 - 3) ps              | Nigerija           | Južna Afrika       | 2 - 2 aet (4 - 3) ps              | Tunizija                          |
| 2002 | Mali                          | Kamerun            | 0 - 0 aet (3 - 2) ps              | Senegal            | Nigerija           | 1 - 0                             | Mali                              |
| 2004 | Tunizija                      | Tunizija           | 2 - 1                             | Maroko             | Nigerija           | 2 - 1                             | Mali                              |
| 2006 | Egipt                         | Egipt              | 0 - 0 aet (4 - 2) ps              | Slonokoščena obala | Nigerija           | 1 - 0                             | Senegal                           |
| 2008 | Gana                          | Egipt              | 1 - 0                             | Kamerun            | Gana               | 4 - 2                             | Slonokoščena obala                |
| 2010 | Angola                        | Egipt              | 1 - 0                             | Gana               | Nigerija           | 1 - 0                             | Alžirija                          |
| 2012 | Gabon in Ekvatorialna Gvineja | Zambija            | 0 - 0 aet (8 - 7) ps              | Slonokoščena obala | Mali               | 2 - 0                             | Gana                              |
| 2013 | JAR                           | Nigerija           | 1 - 0                             | Burkina Faso       | Mali               | 3–1                               | Gana                              |
| 2015 | Ekvatorialna Gvineja          | Slonokoščena obala | 0–0 (po podaljških) 9–8 (po 11 m) | Gana               | DR Kongo           | 0–0 (po podaljških) 4–2 (po 11 m) | Ekvatorialna Gvineja              |
| 2017 | Gabon                         | Kamerun            | 2–1                               | Egipt              | Burkina Faso       | 1–0                               | Gana                              |
| 2019 | Kamerun                       |                    |                                   |                    |                    |                                   |                                   |
| 2021 | Slonokoščena obala            |                    |                                   |                    |                    |                                   |                                   |
| 2023 | Gvineja                       |                    |                                   |                    |                    |                                   |                                   |

(1) Leta 1957 je bila  Južna Afrika diskvalificirana zaradi politike apartheida.  

(2) Leta 1959 so na turnirju sodelovale le tri države. Egipt si je v zadnji tekmi priboril skupni uspeh z zmago nad Sudanom 2-1.

(3) Leta 1976 ni bilo uradne finalne tekme, saj je o zmagovalcu odločala skupina za prvaka, v kateri so tekmovale štiri reprezentance.

(4) Leta 1978 je tretje mesto pripadlo Nigeriji, potem ko so nogometaši Tunizije ob izidu 1-1 v 42. minuti odkorakali z igrišča.

(5) Ni bilo podaljška.

## Države po številu naslovov prvaka
| Država             | Št. naslovov | Prvenstva                                |
| ------------------ | ------------ | ---------------------------------------- |
| Egipt              | 7            | 1957, 1959, 1986, 1998, 2006, 2008, 2010 |
| Kamerun            | 5            | 1984, 1988, 2000, 2002, 2017             |
| Gana               | 4            | 1963, 1965, 1978, 1982                   |
| Nigerija           | 3            | 1980, 1994, 2013                         |
| Slonokoščena obala | 2            | 1992, 2015                               |
| DR Kongo*          | 2            | 1968, 1974                               |
| Etiopija           | 1            | 1962                                     |
| Alžirija           | 1            | 1990                                     |
| Južna Afrika       | 1            | 1996                                     |
| Kongo              | 1            | 1972                                     |
| Maroko             | 1            | 1976                                     |
| Sudan              | 1            | 1970                                     |
| Tunizija           | 1            | 1957, 1959                               |
| Zambija            | 1            | 1957, 1959                               |

(*sedanji DR KONGO se je tedaj imenoval ZAIRE in pod tem imenom so leta 1974 postali Afriški prvaki)